# Дворец молодёжи (Ярославль)
Дворец молодёжи (бывший клуб «Гигант») — государственное автономное учреждение Ярославской области, подведомственное министерству спорта и молодёжной политики Ярославской области, культурно-досуговое учреждение в центральной части Ярославля, на пересечении проспектов Октября и Ленина.
В структуре учреждения 9 отделов: информационно-технический отдел, отдел по работе с муниципальными учреждениями, отдел по работе с общественными объединениями, АРТ-отдел, отдел внешних связей, центр развития добровольчества, отдел бухгалтерского учета и отчетности, общий отдел и хозяйственный отдел.

## Деятельность учреждения
За прошедшие годы сформирован большой перечень проектов, ставших традиционными. Традиционные проекты сохраняются в плане учреждения только в случае, если они подтвердили свою эффективность, сохраняют актуальность и востребованность, содержание проектов ежегодно формируется с учетом отраслевых задач, обратной связи прошедшего события и учетом актуальных запросов и потребностей, трендов.
Новые направления деятельности и проекты формируются с учетом результатов научно-аналитических исследований, конкретных запросов, собственной исследовательской деятельности специалистов, закрепленных за отдельными направлениями и категориями молодежи. Опыт в реализации традиционных проектов, возможность консультирования с привлеченными экспертами позволяют реализовывать новые проекты и текущую деятельность на высоком уровне.
Внешней оценкой, подтверждающей успешность может служить обратная связь от участников, экспертов не только региональных, но и межрегиональных, всероссийских проектов, реализуемых в учреждением. В 2023 году такими примерами могут служить Всероссийский конкурс «Чайка», Всероссийский форум «ЛайкМедиа», обучающая стажировка для специалистов в сфере добровольчества, молодежной политики, гражданской активности в рамках Программы мобильности волонтеров, реализованная на базе учреждения (проведенная по итогам конкурса на право проведения, реализуемого Ассоциацией волонтерских центров), обратная связь от экспертов грантового конкурса Росмолодёжь.Гранты, впервые в регионе проведенного в рамках областной смены актива старшеклассников «Абитуриент» для учащихся школ в возрасте от 14 до 17 лет; учреждение стало центром подготовки волонтёров #ВФМ2024, инициировало проведение региональной программы в рамках ВФМ на территории региона и др.
Специалистами учреждения ведётся 20 сообществ в соцсетях — группы учреждения, группы проектов и направлений деятельности, общее число подписчиков составляет более 50800 человек.
Весной 2023 года был создан телеграм-канал «Главный молодёжный». За полгода его ведения канал дважды стал победителем конкурса «ТопБЛОГ»: в категории «Начинающие» среди более 9500 участников и в категории «Блогеры» среди более 4000 участников.
Партнерами в информационной работе выступают образовательные, коммерческие, общественные организации и объединения, региональные СМИ, привлекаемые нами специалисты и эксперты, органы исполнительной власти и учреждения и просто молодые люди, рассказывающие на своих личных страницах о деятельности учреждения. 
Специалисты учреждения обладают гибкостью и мобильностью, позволяющими оперативно реагировать на внештатные ситуации и находить эффективные решения. К руководству и отдельным специалистам учреждения обращаются специалисты других отраслей, нас привлекают для решения отдельных задач на уровне Правительства региона. Специалисты учреждения курируют межведомственную комиссию по вовлечению граждан в добровольческую (волонтерскую) деятельность; в 2023 году по инициативе учреждения создан Совет проректоров вузов по воспитательной работе и молодежной политике; нас привлекают для участия разработке и реализации знаковых событий, реализуемых на территории региона и за его пределами; в 2022 и 2023 году благодаря деятельности учреждения регион стал пилотным по развитию молодежного предпринимательства в рамках деятельности «Росмолодежь.Бизнес». 

## История здания
Здание было построено в 1934 году по проекту архитектора И. И. Князева в стиле конструктивизм. Изначально сооружение возводилось как звуковой кинотеатр, но в здании разместился клуб «Гигант», названный в честь гигантского Ярославского резино-асбестового комбината. По тому же проекту был построен кинотеатр «Центральный» в Рыбинске.
В 1936 году здание клуба «Гигант» было реконструировано: расширена сцена, надстроены клубные помещения.
Во время Великой Отечественной сюда были эвакуированы деятели искусств Эстонии. Здесь они жили и работали. В городе создались творческие объединения будущего эстонского искусства.
В 1963 году состоялась вторая реконструкция с частичной надстройкой второго этажа. В Перестройку клуб отошёл от Шинного завода. В 1994 году в клубе выступал Александр Исаевич Солженицын. В 2005—2009 годах проводилась реконструкция здания. С 2005 года предпринимались попытки присоединить клуб «Гигант» к филармонии. С 2010 года в нём размещается ГАУ ЯО «Дворец молодёжи», являющееся подведомственным учреждением департамента по физической культуре, спорту и молодёжной политике Ярославской области.

## Особенности архитектуры
По мнению экспертов, бывший клуб «Гигант» ярче всего отражает особенности Ярославского конструктивизма, чем остальные сооружения. Корпус здания подчеркивает сочетание разновеликих геометрических объемов с ленточным остеклением. Рациональность его конструктивистского фасада говорит о высоком уровне культуры советских рабочих и об его отдаленности от буржуазных изысков.
Композицию здания предопределило угловое расположение клуба на пересечении улиц – Гражданской (ныне проспект Октября) и проспекта Шмидта (ныне проспект Ленина). Мощный куб актового зала закрепляет угол квартала и акцентирует вход в здание. В целом здание асимметрично и построено на контрастном сочетании разновысоких объёмов. 